# Гаральд Єрне
Гаральд Ґа́брієль Є́рне (швед. Harald Gabriel Hjärne; * 2 травня 1848, Класторп, лен Скараборг — † 6 січня 1922, Упсала) — шведський історик і громадський діяч; член Шведської академії (з 1903).
Професор історії в Уппсальському університеті. Здійснив ряд наукових подорожей по Данії, Росії, Німеччині, Австрії, Італії та Англії; відомий як серйозний знавець історії Східної Європи.
Опублікував: «Om den fornsvenska nämnden enligt Götalagarne» (1872); «Om förhållandet mellan landslagens båda editioner» (1883); «Till belysning af Polens nordiska politik närmast före kongressen i Stettin 1570»; «Sigismunds svenska resor», «De äldsta svensk-ryska legationsakterna» (всі в Упсалі, 1884), та культурно-історичний нарис: «Från Moskwa till Petersburg. Rysslands Omdaning» (Упсала, 1888–1889).
У статті «Ryska konstitutionsprojekt år 1730 efter svenska förebilder» (в «Historisk Tidskrift», 1884) Єрне вперше здійснив спробу точно вказати шведські джерела «кондицій» верховників, зіставивши їх з відповідними статтями шведських державних актів: «форми правління» 1720 і «королівської присяги» Фрідріха I, створеної того ж року.